# Авадзи (остров)
Ава́дзи (яп. 淡路島 Авадзи-сима) — остров в Японии. Имеет вытянутую форму с севера на юг, расширяющийся в южной части.

## География
Остров Авадзи является крупнейшим островом Внутреннего Японского моря и расположен между Осакским заливом на востоке и проливом Кии на юге. Площадь острова составляет 592,17 км².
Авадзи соединяется с островом Хонсю на севере через пролив Акаси мостом Акаси-Кайкё, а с островом Сикоку на юге — мостом Онаруто. Железнодорожное сообщение как на острове, так и с островом, отсутствует. Единственное средство движения — автотранспорт.

## История
С VII и по XIX столетия включительно остров образовывал в Японии отдельную провинцию Авадзи. Само название Авадзи означает в переводе Дорога к провинции Ава — так как в прошлом через Авадзи проходил кратчайший путь с Хонсю на Сикоку, в бывшую провинцию Ава, ныне префектура Токусима. В период Эдо, начиная с 1615 года, на Авадзи правили даймё (князья) Такусимы.
26 января 1958 года около острова Авадзи потерпел крушение японский паром «Nankai Maru»; жертвами катастрофы стали 170 человек.

## Административное деление
Административно остров входит в префектуру Хиого региона Кансай и подразделяется на 3 городских округа — Авадзи, Сумото и Минамиавадзи. Самый крупный из них — Сумото.

## Экономика
Основным занятием жителей острова является сельское хозяйство.